# RSC Anderlecht (vrouwen)
RSC Anderlecht is een Belgische voetbalclub uit Anderlecht, die ook met een aantal vrouwenploegen in competitie komt. De vrouwenploegen zijn een onderdeel van voetbalclub RSC Anderlecht, die bij de KBVB is aangesloten met stamnummer 35. De club werd elf keer landskampioen en won tien keer de Belgische beker, al waren één titel en vier bekerzeges nog als aparte club.

## Geschiedenis
Toen de Koninklijke Belgische Voetbalbond in 1971 voor het eerst officieel damesvoetbal inrichtte, begon voetbalclub Vlug Op Wemmel met een damesafdeling die meteen aantrad in de eerste officiële Eerste klasse.
In augustus 1974 werd de damestak onafhankelijk en sloot als Wemmel Dames 71 en onder stamnummer 8190 aan bij de Belgische Voetbalbond. De ploeg was een van de eerste topploegen in Eerste klasse: zowel in 1975, 1976 als 1977 eindigde ze derde.
Na een minder seizoen wijzigde de club in juli 1978 haar naam naar Brussel Dames 71. Na enkele moeilijke jaren groeide Brussel D71 in de eerste helft van de jaren 1980 uit tot een van de topclubs in België: in 1984 haalde het met de Beker van België een eerste prijs binnen, een jaar later meteen gevolgd door de tweede beker. Het topseizoen voor Brussel D71 was 1986/87: voor het eerst werd de club landskampioen en een nieuwe bekerwinst zorgde voor de dubbel.
Brussel D71 kon deze prestatie de volgende seizoenen niet herhalen, maar eindigde wel telkens in de subtop. In de Beker van België werd Brussel D71 zowel in 1988/89 als in 1989/90 verliezend finalist, telkens tegen Standard Fémina de Liège. 1990/91 was echter de derde keer, goede keer voor de club: ook dit keer kwam Brussels D71 in de finale uit tegen Standard, maar deze maal slaagden de Brusselaars er wel in te winnen.
In 1993 ging de club samen met RSC Anderlecht en nam dus ook het stamnummer 35 over; Brussel D71 hield op te bestaan als onafhankelijke club. In 1994 wonnen de dames van Anderlecht meteen een vijfde nationale beker, in 1995 werd de club voor het eerst kampioen onder de nieuwe naam. Na een tweede plaats (en bekerwinst) in 1996 werd de ploeg in 1997 en 1998 landskampioen en won ze in 1998 en 1999 de beker.
In het eerste decennium van de 21ste eeuw bleef Anderlecht bij de top aanleunen, maar veel prijzen wist de club niet te winnen. Anderlecht haalde daarin nog vier bekerfinales, maar won er slechts een. In de competitie strandde het nog vier keer op een tweede plaats, maar een titel halen lukte niet.
Van 2012 tot 2015 nam RSC Anderlecht deel aan de Belgisch-Nederlandse Women's BeNe League. De club speelde in alle drie de edities, maar kon daarin geen hoofdrol opeisen: de club werd één keer zevende en twee keer achtste. In 2013 behaalde de club wel nog eens een prijs, met winst in de Beker van België.
In de zomer van 2016 werd Patrick Wachel hoofdcoach van het team. In zijn eerste jaar als trainer haalde hij de finale van de Beker van België en eindigde hij derde in de competitie. Het jaar erna werd opnieuw de finale gehaald, maar moest RSC Anderlecht de landstitel voorbij zien gaan aan Standard de Liège, die met hetzelfde aantal punten op basis van doelsaldo de titel binnen haalde.
In het seizoen 2017-2018 won RSC Anderlecht voor de eerste keer in 20 jaar een landstitel. De club verloor in de reguliere competitie en Play-Offs maar 3 keer en overtrof zo de andere ploegen. Het jaar nadien verlengde RSC Anderlecht zijn titel. Anderlecht had de reguliere competitie in de Super League al met ruim verschil gewonnen, waardoor het in de play-offs al snel het kampioenschap kon beslissen tegen Gent Ladies.
Ook in het seizoen 2018-2019 & 2019-2020 werd RSC Anderlecht landskampioen in de Super League.  Om de ambities kracht bij te zetten werd in de aanloop naar het nieuwe seizoen 2020-2021 topspeelster Tessa Wullaert aangetrokken.

## Erelijst
- Belgisch landskampioen[1]

winnaar (11x): 1986/87, 1994/95, 1996/97, 1997/98, 2017/18, 2018/19, 2019/20, 2020/21, 2021/22, 2022/23, 2023/2024
tweede (10x): 1978/79, 1989/90, 1995/96, 1999/00, 2003/04, 2005/06, 2006/07, 2007/08, 2010/11, 2011/12
- Beker van België

winnaar (11x): 1984, 1985, 1987, 1991, 1994, 1996, 1998, 1999, 2005, 2013, 2022
finalist (8x): 1989, 1990, 1995, 2004, 2008, 2010, 2016, 2017
- Belgische Supercup

winnaar (3x): 1995, 1996, 1997
finalist (4x): 1984, 1994, 1998, 2008

## Seizoenen A-ploeg
| Seizoen          | Niveau         | Niveau         | Competitie     | Ptn.           | Opmerkingen                                   | Beker van België |
| Seizoen          | I              | II             | Competitie     | Ptn.           | Opmerkingen                                   | Beker van België |
| Vlug Op Wemmel   | Vlug Op Wemmel | Vlug Op Wemmel | Vlug Op Wemmel | Vlug Op Wemmel | Vlug Op Wemmel                                | Vlug Op Wemmel   |
| ---------------- | -------------- | -------------- | -------------- | -------------- | --------------------------------------------- | ---------------- |
| 1971/72          | 10             |                | Eerste klasse  | 8              | Reeks A                                       | Geen beker       |
| 1972/73          | 2              |                | Eerste klasse  | 41             | Reeks B                                       | Geen beker       |
| 1973/74          | 8              |                | Eerste klasse  | 22             |                                               | Geen beker       |
| Wemmel Dames 71  |                |                |                |                |                                               |                  |
| 1974/75          | 3              |                | Eerste klasse  | 44             |                                               | Geen beker       |
| 1975/76          | 3              |                | Eerste klasse  | 35             |                                               | Geen beker       |
| 1976/77          | 3              |                | Eerste klasse  | 33             |                                               |                  |
| 1977/78          | 11             |                | Eerste klasse  | 20             |                                               |                  |
| Brussel Dames 71 |                |                |                |                |                                               |                  |
| 1978/79          | 2              |                | Eerste klasse  | 39             |                                               |                  |
| 1979/80          | 8              |                | Eerste klasse  | 31             |                                               |                  |
| 1980/81          | 6              |                | Eerste klasse  | 31             |                                               |                  |
| 1981/82          | 5              |                | Eerste klasse  | 33             |                                               |                  |
| 1982/83          | 3              |                | Eerste klasse  | 40             |                                               |                  |
| 1983/84          | 4              |                | Eerste klasse  | 37             |                                               | Winnaar          |
| 1984/85          | 4              |                | Eerste klasse  | 39             |                                               | Winnaar          |
| 1985/86          | 6              |                | Eerste klasse  | 37             |                                               |                  |
| 1986/87          | 1              |                | Eerste klasse  | 46             |                                               | Winnaar          |
| 1987/88          | 4              |                | Eerste klasse  | 32             |                                               |                  |
| 1988/89          | 4              |                | Eerste klasse  | 36             |                                               | Finalist         |
| 1989/90          | 2              |                | Eerste klasse  | 43             |                                               | Finalist         |
| 1990/91          | 4              |                | Eerste klasse  | 36             |                                               | Winnaar          |
| 1991/92          | 4              |                | Eerste klasse  | 38             |                                               |                  |
| 1992/93          | 4              |                | Eerste klasse  | 33             |                                               |                  |
| RSC Anderlecht   |                |                |                |                |                                               |                  |
| 1993/94          | 3              |                | Eerste klasse  | 41             |                                               | Winnaar          |
| 1994/95          | 1              |                | Eerste klasse  | 42             |                                               | Finalist         |
| 1995/96          | 2              |                | Eerste klasse  | 65             |                                               | Winnaar          |
| 1996/97          | 1              |                | Eerste klasse  | 67             |                                               |                  |
| 1997/98          | 1              |                | Eerste klasse  | 67             |                                               | Winnaar          |
| 1998/99          | 3              |                | Eerste klasse  | 63             |                                               | Winnaar          |
| 1999/00          | 2              |                | Eerste klasse  | 68             |                                               |                  |
| 2000/01          | 3              |                | Eerste klasse  | 51             |                                               |                  |
| 2001/02          | 9              |                | Eerste klasse  | 29             |                                               |                  |
| 2002/03          | 5              |                | Eerste klasse  | 42             |                                               |                  |
| 2003/04          | 2              |                | Eerste klasse  | 64             |                                               | Finalist         |
| 2004/05          | 3              |                | Eerste klasse  | 58             |                                               | Winnaar          |
| 2005/06          | 2              |                | Eerste klasse  | 63             |                                               | 1/8 finale       |
| 2006/07          | 2              |                | Eerste klasse  | 62             |                                               | Kwartfinale      |
| 2007/08          | 2              |                | Eerste klasse  | 64             |                                               | Finale           |
| 2008/09          | 5              |                | Eerste klasse  | 43             |                                               | Kwartfinale      |
| 2009/10          | 5              |                | Eerste klasse  | 48             |                                               | Finale           |
| 2010/11          | 2              |                | Eerste klasse  | 61             |                                               | 1/8 finale       |
| 2011/12          | 2              |                | Eerste klasse  | 63             |                                               | Halve finale     |
| 2012/13          | 7              |                | BeNe League A  | 6              | Tweede in BeNe League Red met 25 punten.      | Winnaar          |
| 2013/14          | 8              |                | BeNe League    | 38             |                                               | Halve finale     |
| 2014/15          | 8              |                | BeNe League    | 30             |                                               | Kwartfinale      |
| 2015/16          | 3              |                | Super League   | 21             | Eerste na reguliere competitie met 35 punten. | Finale           |
| 2016/17          | 2              |                | Super League   | 55             |                                               | Finale           |
| 2017/18          | 1              |                | Super League   | 41             | Eerste na reguliere competitie met 52 punten. | Kwartfinale      |
| 2018/19          | 1              |                | Super League   | 37             | Eerste na reguliere competitie met 48 punten. | Kwartfinale      |
| 2019/20          | 1              |                | Super League   | 44             |                                               |                  |
| 2020/21          | 1              |                | Super League   | 40             |                                               |                  |
| 2021/22          | 1              |                | Super League   | 44             |                                               | Winnaar          |
| 2022/23          | 1              |                | Super League   | 47             |                                               | 1/8 finale       |
| 2023/24          | 1              |                | Super League   | 47             |                                               | 1/8 finale       |
| 2024/25          | 2              |                | Super League   | 37             |                                               | finale           |
| 2025/26          |                |                | Super League   |                |                                               |                  |

## Selectie 2022/23
| Nr.           | Naam                  | Nationaliteit    | Geboortedatum | Vorige club         |
| ------------- | --------------------- | ---------------- | ------------- | ------------------- |
| Keepers       |                       |                  |               |                     |
| 13            | Justien Odeurs        | België           | 30-05-1997    | FF USV Jena         |
| 31            | Jill Duijzer          | Nederland        | 24-04-2003    | Feyenoord           |
| Verdedigers   |                       |                  |               |                     |
| 2             | Michelle Colson       | België           | 19-09-1998    | Oud-Heverlee Leuven |
| 3             | Lina Meeuwis          | België           | 25-09-2003    | Oud-Heverlee Leuven |
| 4             | Ella Vierendeels      | België           | 18-04-2000    | Zulte Waregem       |
| 5             | Louise Wijns          | België           | 24-09-2003    | /                   |
| 8             | Laura De Neve         | België           | 09-10-1994    | FCV Dender EH       |
| 12            | Tinne Broeckaert      | België           | 24-10-2005    | /                   |
| 14            | Laura Deloose         | België           | 18-06-1993    | FC Kontich          |
| 21            | Silke Vanwynsberghe   | België           | 25-04-1997    | KAA Gent            |
| 25            | Silke Speeckaert      | België           | 09-07-2003    | /                   |
| 77            | Zarah Taillieu        | België           | 07-01-2005    | /                   |
| Middenvelders |                       |                  |               |                     |
| 7             | Lola Wajnblum         | België           | 22-01-1996    | OH Leuven           |
| 10            | Ștefania Vătafu       | Roemenië         | 12-07-1993    | UDG Tenerife        |
| 17            | Jenna Van De Keere    | België           | 21-02-2001    | /                   |
| 20            | Charlotte Tison       | België           | 21-04-1998    | /                   |
| 24            | Esther Buabadi        | België           | 18-11-2001    | Club YLA            |
| Aanvallers    |                       |                  |               |                     |
| 6             | Laura Juul Hansen     | Denemarken       | 07-02-2001    | Sundby BK           |
| 9             | Lore Jacobs           | België           | 27-04-2005    | KAA Gent            |
| 11            | Sarah Wijnants        | België           | 13-10-1999    | Standard Luik       |
| 16            | Marie Minnaert        | België           | 05-05-1999    | Club YLA            |
| 19            | Mariam Abdulai Toloba | België           | 20-09-1999    | KAA Gent            |
| 23            | Allie Thornton        | Verenigde Staten | 02-12-1997    | GPSO 92 Issy        |

## Bekende (ex-)speelsters
Belgen:
- Aline Zeler
- Ingrid Vanherle
- Tine De Caigny
- Tessa Wullaert
- Esther Buabadi

 Nederlanders:
- Maxime Bennink

## Trainers
- 1971–2010:  Lucien Paulis[2]
- 2010–2011:  Gunther Bomon
- 2011–2016:  Filip De Winne
- 2016–2021:  Patrick Wachel[3]
- 2021–2022:  Johan Walem
- 2022–heden:  Dave Mattheus